# جيمس إل. وايت
جيمس إل. وايت (بالإنجليزية: James L. White)‏ هو لاعب كرة قدم أمريكية أمريكي، ولد في 12 يناير 1893 في ممفيس في الولايات المتحدة، وتوفي في 10 ديسمبر 1949.